# Радован Настић
Радован Настић (Београд, 15. фебруар 1975), познат под уметничким именом  Бенседин, српски је мултимедијални уметник и књижевник. Радио је и као радио водитељ, фотограф, перформер, глумац. 

## Биографија
Каријеру је започео 1995. године као водитељ на радију Б92 у култној емисији Ритам херца ал стар. Радио је и као лутајући репортер, а мало потом је осмислио и реализовао ауторску емисију Минијатуре из културе. Касније, такође на радију Б92, је водио јутарњи програм и био је један од водитеља емисија Ритам спортског срца и Разглас - урбане легенде и митови.
Након писања за културни водич Београда, Беорама, од објављених прича настаје књига под називом Бенседин. До данас је објавио неколико књига урбаног, авангардног жанра. Аутор је бројних есеја и чланака: за културну рубрику дневних новина Глас јавности, затим за покрет  Архивирано на веб-сајту  (29. мај 2022), који је промовисао алтернативну културу, и за и за блог зрењанинске панк екипе, . Први је писао о Мерлинки, транвеститу убијеном 2003. године, објавивши причу о њему у књизи ”...И направим се све је у реду”.
На групној изложби 30 X 30 у Културном центру Зрењанина 2007. године, представио је заставу Србије, састављену од златног оквира таблета против болова, позадина од искориштених блистера седатива, а тробојка кроз три шприца с иглама напуњени црвеном, плавом и белом бојом. Са загребачком уметницом Тајаном Шиждрак Архивирано на веб-сајту  (22. фебруар 2011) излагао је своју прозу уз њене колаже 2008. године на изложби под називом „Ниже Него Људски“ (архивирано на сајту Wayback Machine 22. фебруар 2011).
Учествовао је на неколико групних изложби у Лос Анђелесу, а у другој половини 2021. године је у зрењанинском КЦ направио изложбу под називом ”Холивуд кроз измаглицу”. На изложби је представио фотографије настале у Холивуду од 2012. године, осликавајући ”сопствени доживљај холивудске стварности, где многи појединци сањају да постану звезде”, пише на сајту зрењанинског Културног центра. За портал volimzrenjanin.com о својој изложби каже:
Године 2022. издавачка кућа  Portalibris, објављује роман Рејчел - једна љубавна прича у новом допуњеном издању и са преводом на енглески, која доноси како и наслов поручује, једну београдску љубавну причу која прати вртлог емоција, сећања и недоумица главног јунака. он тражи смисао и одговоре у класичним филмовима, музичким хитовима, уз пилулеи страсне сусрете са вољеном. Поред епилога који је већ постојао у претходној верзији текста, у овој се налази и нови - Епилог 2022, у коме се аутор осврће на своје дело из другачије перспективе, док живи у Лос Анђелесу неким другим животом и износи нека запажања о животу тамо и овде, о прошлости, садашњости, сазревању...Уместо поговора дело садржи и емотивни текст о уметнику Саши Марковићу - Микробу (1959 - 2010), са којим се аутор дружио и који је писао рецензију за прво издање.
Данас живи и ради у Лос Анђелесу.

## Књижевна критика
Теофил Панчић у чланку Савладиве приче, коментаришући нову српску прозу, андергроунд и њихове књиге које нису ”по пе-есу”, о романима Бенседин и ...И направим се све је у реду, пише:
"Настић је увек ”јак” - слагао се читалац с њим или не - онда када јавно истерује личне демоне (а не знам ама баш никога ко то ради тако некалкулантски и неисфурано као он), али није за бацање ни онда када freestyle конта о свему што види и чује око себе, а што га нервира или на било који други начин инспирише на коментар, а овај пак варира од не баш импресивног постадолесцентског ангста и инфантилног инаџијског десничарења, па до заиста сјајних опсервација за какве би многи умишљени аналитичари друштва продали душу, само кад би је имали. Књига боља на парчиће, него као целина, али вредна сваке пажње, јер такви као Радован овде више не расту, а праву ћемо несташицу таквих тек осетити, кад потпуно завлада диктатура једнообразних јапи-андроида. А омиљени цитат? Ево га: ”Тада још нисам изгледао као идиот, али сам узимао залет”. Савршено!” 
Микроб у писму Настићу, а у поговору књиге Рејчел, једна љубавна прича, каже:
”...што се емоција тиче, оне су твоја специјалност. јунак сломљеног срца и спрженог мозга што се тетура кроз рушевине нашег света. Тај си...уствари, у овој књизи се говори само о љубави, несретној, нејасној, недореченој. Како сам схватио, од те везе на крају није било ништа. Могао би да ми добациш телефон.”
Ксенија Продановић, новинарка Недељника о њему и књизи Дан када је Мијатовић погодио пречку:
”Они који су деведесетих слушали радио B92, сећају се Радована Настића захваљујући емисији Спортски ритам срца и причама које је објављивао у Беорами. Мени је постао врло драга фаца захваљујући Бенседину, првој књизи коју је објавио 2005. године, и касније роману Рејчел, једна љубавна прича који можда није толико добар колико је мени обележио важан период у животу. Но, моје наклоности на страну, Настић је занимљив писац...”, додајући да је ”...аутентична градска фаца која нема потребу да фолира. Што видиш, то и добијеш. А таквих ликова, нажалост, нема много. Због тога ми је мило што је београдска Лагуна објавила његов роман Дан када је Мијатовић погодио пречку јер ће сада и шира публика имати прилику да упозна амбивалентног љубитеља кафетина. А треба га упознати зато што је жесток и интересантан у свом лудилу, и узбудљив.”
Док Душан Недељковић, новинар дневних новина Данас, у рубрици Култура. о књизи Дан када је Мијатовић погодио пречку, пише:
”Радован је објављивањем овог романа на нашем поднебљу постао родоначелник покрета познатог по томе да њихове припаднике квалификују као фејворит лузере. Дендији 21. века достојанствени су наследници хипи покрета. Стасали су унуци Acid Eatersa. Бесни су, али не желе да испољавају агресију, већ нас малтретирају својим стваралаштвом. У поплави зла као тренда, књига попут ове нам враћа веру у peace & love & anarchy филозофију живота. Да сам мање носталгичан и да нисам средовечни мрзовољник, прогласио бих овај роман ремек-делом, али засад ћу се зауставити само на томе да је Настићев роман изузетан. Недостаје ми лично овакав наратив, недостаје ми испијање пива испред Самишке, недостаје ми навијачка трибина. Недостаје ми више оваквих књига. Хвала Богу и кафетину, на Бенседину.”
Још неке од критика: 
Рацковић је нагласио да је ”Настићев роман фантастичан допринос српској емигрантској књижевности”, док су Душан и Душан здушно препоручили ”свима да прочитају”. ”Гађајући саме стативе, Радован Настић шири истину по Лос Анђелесу. Вечито на најбољем делу маргине друштва, човек врло јаког либида сусреће транџе, гејеве, Шекија Турковића и остале мале, а заправо велике хероје планете”, рекао је Чавић, док је Шапоња истакао да ”ликови са холивудске маргине и ситуације из свакодневног живота које Радован описује представљају право благо за читаоца и телепортују га у свет где нема места фолирању.”

## Изложбе
- 30x30 групна изложба, Зрењанин, 2007
- Ниже него људски, Београд, 2008
- Nu Art групна изложба, Wiznu Gallery - Street Art, Архивирано на веб-сајту  (26. јул 2022) Лос Анђелес, 2015
- Групна изложба, 2nd Street Cigare Lounge and Gallery, Лос Анђелес, 2015
- Art District Street Art Fair 2019, Hollywood - Downtown, Лос Анђелес, УСА
- Холивуд у измаглици, КЦ Зрењанин, 2021
- Голић, Бурић, Настић. Три погледа у време, АРТГЕТ галерија, Београд 2023